# Czechoslovak Open 1991
Czechoslovak Open 1991 byl tenisový turnaj pořádaný jako součást mužského okruhu ATP Tour, který se hrál na otevřených antukových dvorcích štvanického areálu. Konal se mezi 5. až 11. srpnem 1991 v československé metropoli Praze jako pátý ročník turnaje.
Turnaj disponoval rozpočtem 305 000 dolarů  a podruhé byl součástí kategorie World Series Designated Week.
Po spojení automobilky Škoda s německým koncernem Volkswagen Group v dubnu 1991 se Škoda Auto poprvé stala oficiálním dopravcem turnaje a uzavřela smlouvu s Československým tenisovým svazem, jakožto oficiální partner jím pořadáných událostí. Ročník 1992 již nesl název Škoda Czechoslovak Open.
Nejvýše nasazeným hráčem ve dvouhře se stal desátý hráč světa Magnus Gustafsson ze Švédska. Singlový titul získal Karel Nováček, který tak vybojoval sedmou kariérní trofej ve dvouhře z celkového počtu třinácti vítězství. V semifinále zdolal Thomase Mustera, když otočil nepříznivý vývoj 2–4 a 0:40 ve třetí, rozhodující, sadě. Ve finále pak přehrál Gustafssona. Bodový zisk přispěl k jeho premiérovému průniku do elitní světové desítky. Měsíc po skončení – 9. září 1991, se posunul z 11. na 10. místo žebříčku ATP. Deblovou soutěž vyhrála československá dvojice Vojtěch Flégl a Cyril Suk.

## Mužská dvouhra

### Nasazení
| Stát           | Hráč                   | ATP | Nasazení |
| -------------- | ---------------------- | --- | -------- |
| Švédsko        | Magnus Gustafsson      | 10. | 1.       |
| Československo | Karel Nováček          | 11. | 2.       |
| Chorvatsko     | Goran Prpić            | 16. | 3.       |
| Rakousko       | Horst Skoff            | 27. | 4.       |
| Španělsko      | Jordi Arrese           | 41. | 5.       |
| Argentina      | Guillermo Pérez Roldán | 30. | 6.       |
| Argentina      | Horacio de la Peña     | 72. | 7.       |
| Švédsko        | Nicklas Kulti          | 38. | 8.       |

### Jiné formy účasti
Následující hráči obdrželi divokou kartu do hlavní soutěže:
- Radomír Vašek
- Jan Kodeš, ml.
- Karol Kučera

Následující hráči postoupili z kvalifikace:
- Lukáš Thomas
- Libor Pimek
- Milan Trněný
- Paul Vojtischek

## Mužská čtyřhra

### Nasazení
| Stát                                                          | Hráč              | Stát           | Hráč                  | ATP  | Nasazení |
| ------------------------------------------------------------- | ----------------- | -------------- | --------------------- | ---- | -------- |
| Československo                                                | Vojtěch Flégl     | Československo | Cyril Suk             | 113. | 1.       |
| Belgie                                                        | Libor Pimek       | Československo | Daniel Vacek          | 125. | 2.       |
| Švédsko                                                       | Magnus Gustafsson | Československo | Karel Nováček         | 223. | 3.       |
| Španělsko                                                     | Carlos Costa      | Venezuela      | Alfonso González-Mora | 230. | 4.       |
| číslo „ATP“ je součtem žebříčkového postavení obou členů páru |                   |                |                       |      |          |

### Jiné formy účasti
Následující pár postoupil do hlavní soutěže z kvalifikace:
- Robert Novotný /  Milan Trněný

## Přehled finále

### Mužská dvouhra
- Karel Nováček vs.  Magnus Gustafsson, 7–6(7–5), 6–2

### Mužská čtyřhra
- Vojtěch Flégl /  Cyril Suk vs.  Libor Pimek /  Daniel Vacek, 6–4, 6–2